# 2024년 하계 올림픽 영국 선수단
2024년 하계 올림픽 영국 선수단은 2024년 7월 26일부터 8월 11일까지 프랑스 파리에서 열린 2024년 하계 올림픽에 참가한 올림픽 영국 선수단이다.

## 출전 선수
| 종목           | 남자 | 여자 | 전체 |
| -------------- | ---- | ---- | ---- |
| 골프           | 2    | 2    | 4    |
| 근대5종        | 2    | 2    | 4    |
| 다이빙         | 6    | 5    | 11   |
| 럭비           | 0    | 12   | 12   |
| 배드민턴       | 2    | 1    | 3    |
| 아티스틱스위밍 | 0    | 2    | 2    |
| 양궁           | 3    | 3    | 6    |
| 육상           | 29   | 34   | 63   |
| 복싱           | 3    | 3    | 6    |
| 사격           | 3    | 3    | 6    |
| 사이클         | 15   | 15   | 30   |
| 수영           | 19   | 14   | 33   |
| 스케이트보드   | 1    | 2    | 3    |
| 스포츠클라이밍 | 2    | 2    | 4    |
| 승마           | 4    | 5    | 9    |
| 역도           | 0    | 1    | 1    |
| 요트           | 7    | 7    | 14   |
| 유도           | 0    | 5    | 5    |
| 조정           | 20   | 22   | 42   |
| 체조           | 6    | 7    | 13   |
| 카누           | 2    | 2    | 4    |
| 탁구           | 1    | 1    | 2    |
| 태권도         | 2    | 2    | 4    |
| 테니스         | 6    | 2    | 8    |
| 트라이애슬론   | 2    | 3    | 5    |
| 하키           | 16   | 16   | 32   |
| 전체           | 153  | 174  | 327  |

## 메달 집계
| 종목 | 1 | 2 | 3 | 합계 |
| 종목 | ' | ' | ' | '    |
| 종목 | ' | ' | ' | '    |
| 종목 | ' | ' | ' | '    |
| 합계 | ' | ' | ' | '    |

## 종목별 성적

### 골프
남자
- 맷 피츠패트릭
- 토미 플리트우드

여자
- 조지아 홀
- 찰리 헐

### 근대5종
남자
- 조 충

여자
- 케이트 프렌치

### 다이빙
남자
- 톰 데일리
- 잭 로어
- 노아 윌리엄스
- 카일 코타리
- 앤서니 하딩
- 조던 홀든

여자
- 그레이스 리드
- 앤드리아 스펜돌리니시리엑스
- 스칼릿 뮤 잰슨
- 로이스 툴슨
- 야스민 하퍼

### 배드민턴
남자
- 벤 레인
- 숀 벤디

여자
- 커스티 길모어

### 복싱
남자
- 루이스 리처드슨

여자

### 브레이킹
남자
여자

### 사격
남자

여자

### 사이클
남자
- 톰 피드콕

여자

### 수영
남자
- 톰 딘

### 스포츠클라이밍
남자
여자

### 양궁
남자
- 코너 홀
- 톰 홀

여자
- 페니 힐리

### 역도
남자
여자

### 유도
남자
여자

### 육상
남자
여자

### 체조
남자
여자

### 탁구
남자
여자

### 태권도
남자
- 브래들리 신든

여자
- 제이드 존스

### 테니스
남자
- 앤디 머리

여자

### 하키
남자
여자

## 같이 보기
- 2024년 하계 올림픽